# Simulium keiseri
Simulium keiseri är en tvåvingeart som först beskrevs av Rubtsov 1955.  Simulium keiseri ingår i släktet Simulium och familjen knott. Inga underarter finns listade i Catalogue of Life.